# Gamelia remissoides
Gamelia remissoides är en fjärilsart som beskrevs av Lemaire 1966. Gamelia remissoides ingår i släktet Gamelia och familjen påfågelsspinnare. Inga underarter finns listade i Catalogue of Life.